# Jade Puget
 (mars 2021).
Le contenu est difficilement compréhensible vu les erreurs de traduction, qui sont peut-être dues à l'utilisation d'un logiciel de traduction automatique.
Jade Puget Errol (né le 28 novembre 1973  à Santa Rosa, en Californie ) est le guitariste du groupe de rock alternatif AFI  (rejoint en 1998), et l'opérateur claviériste / synthétiseur pour le duo électronique Blaqk Audio . Puget est végétarien et straight edge.

## Biographie
Puget a une demi-sœur nommée Alishea, un demi-frère nommé Gibson, et un jeune frère nommé Smith, qui est également le  directeur de tournée d'AFI. Gibson apparaît dans l'intermède du poème de "...But Home Is Nowhere" version longue de l'album Sing The Sorrow (Chante Le Chagrin) . 
Puget a quitté le lycée à l'âge de 17 ans et a poursuivi ses études à l'université de Berkeley, où il a été diplômé en sociologie en 1996. Après ses études universitaires, Puget a rejoint AFI. 
Il a différents tatouages dont un "18" (qui était à l'origine un «13»), un chat sautant à travers un 9 (un tatouage qu'il partage avec Nick 13 de Tiger Army et Davey Havok ), et le mot « committed (engagé, dévoué)» sur son estomac. Sur ses bras, il a les mots «Boys Don't Cry(Les garçons ne pleurent pas)" (un hommage à The Cure ) et les mots « Love Will Tear Us Apart "(un hommage a Joy Division). 

## Musique
Avant de rejoindre AFI le 2 novembre 1998, Jade Puget a joué dans divers groupes, y compris Loose Change et de Rédemption 87. Son premier album avec AFI a été en 1999 Black Sails in the Sunset .La première chanson qu'il a écrit pour le groupe a été «Malleus Maleficarum». Le groupe a sorti The Art of Drowning en 2000, Sing the Sorrow, en 2003, Decemberunderground en 2006, et Crash Love en 2009.
AFI a gagné un VMA (MTV Video Music Award) de la meilleure vidéo rock pour "Miss Murder" en 2006.
Puget a également créé le groupe de musique électronique Blaqk Audio avec son collègue de AFI Davey Havok. Leur premier album, CexCells, a été mis en vente le 14 août 2007. Leur nouvel album Blaqk Audio, Bright Black Heaven a été mis en vente au printemps 2011. 
Puget a remixé le single de Marilyn Manson "Heart-Shaped Glasses (Quand les Guides Cœur de la main)", publié en tant que bonus track international de l'album de 2007 Eat Me, Drink Me, et celle de The Cure " Freakshow " partir de leur 13e album 4:13 Dream .Le remix 2008 apparaît sur The Cure Hypnagogic States . 
Il a aussi récemment remixé  Tiger Army "Where the Moss Slowly Grows"hors du groupe. La chanson est uniquement disponible via l'achat de l'album sur iTunes. Il a également fait partie de la production supplémentaire sur The Dear & Departed  premier album Something Quite Peculiar. De plus, il a récemment remixé le single Tokio Hôtel au Royaume-Uni " Ready, Set, Go! ". 
Jade a également fait un travail de production pour le groupe Scarlet Grey sur leur chanson "Fancy Blood" sur l'album du même nom. Son remix de la chanson de The Static Age "Vertigo "(appelé" Avions ") est apparu comme un bonus track sur l'album du groupe "Neon Nights Electric Lives".

## Distinctions et vie privée
Puget a été nommé «meilleur guitariste» de 2009 par un sondage parmi les lecteurs dans le numéro de février de Alternative Press magazine. 
En juillet 2011, Puget et sa petite amie depuis six ans, Marissa Festa, se sont mariés.